# John Degenkolb
John Degenkolb (Gera, 7 januari 1989) is een Duits wielrenner die sinds 2022 rijdt voor Team dsm-firmenich PostNL. Hij won de klassiekers Parijs-Roubaix, Milaan-San Remo, Gent-Wevelgem en Parijs-Tours, evenals etappes in de Giro, Tour en de Vuelta.

## Carrière

### Begin
Degenkolb viel al bij de junioren op: hij werd tweede op het wereldkampioenschap tijdrijden voor junioren in 2007 en behaalde een bronzen medaille bij de wegwedstrijd op het WK 2008. Sinds 2008 reed hij voor het Thüringer Energie Team. In 2010 werd hij Duits kampioen bij de beloften. Vanaf 2011 stapte hij over naar de ProTour en kwam hij uit voor HTC-Columbia. Op 1 mei 2011 won hij de Grote Prijs van Frankfurt voor Jérôme Baugnies en Michael Matthews. In de Dauphiné Libéré viel hij op met twee spurtoverwinningen. Op 9 augustus 2011 raakte het bekend dat Degenkolb een contract had getekend bij het Nederlandse Skil-Shimano, vanaf 2012 Argos-Shimano genoemd.

### 2012: vijf overwinningen in de Vuelta
Op 17 maart eindigde hij knap vijfde in Milaan-San Remo, na Peter Sagan en net voor Filippo Pozzato. In mei won hij twee etappes in zowel de Vierdaagse van Duinkerke als in de Ronde van Picardië; in deze driedaagse won hij ook het eindklassement. In juni werd door ploegleiding beslist dat Marcel Kittel wel en Degenkolb niet naar de Ronde van Frankrijk mocht gaan, vooral om de jonge sprinter tegen zichzelf te beschermen. In de gietende regen van Krakau won Degenkolb op 16 juli de slotrit van de Ronde van Polen door in de massasprint de Australiër Mathew Hayman en de Brit Ben Swift te verslaan; zo bezorgde hij zijn team Argos-Shimano een eerste zege in de World Tour van 2012. Tijdens de tweede rit van de Ronde van Spanje won Degenkolb zijn eerste etappe in een grote ronde door in de massaspurt te Viana nog net de Australiër Allan Davis af te troeven. Ook in de tweede en derde massasprint van de Ronde van Spanje bleek Degenkolb de snelste en dit door respectievelijk de Italianen Daniele Bennati en Elia Viviani te verslaan en zo de vijfde en zevende etappe te winnen. De tiende rit, net na de rustdag, werd ook op het conto van Degenkolb bijgeschreven, die de spurt ditmaal van ver aanging en tot op het eind standhield. Degenkolb wist ook de slotetappe in Madrid te winnen. Op zondag 23 september eindigde Degenkolb tijdens de wegwedstrijd op de wereldkampioenschappen in Valkenburg knap vierde, na winnaar Philippe Gilbert, de Noor Boasson Hagen en de Spanjaard Alejandro Valverde. In december werd Degenkolb verkozen tot Duits wielrenner van het jaar.

### 2013: sterk najaar
Degenkolbs eerste overwinning van het seizoen kwam op 8 mei in Matera en was tevens zijn eerste ooit in de Giro: bij het aansnijden van een bocht bij de ingang van de laatste kilometer gleed zijn ploegmakker Luka Mezgec vooraan weg, waardoor Marco Canola plots een bres geslagen had en Degenkolb, die Mezgec nog net had weten te ontwijken, de laatste 800 meter vol aan de bak moest om 200 meter voor het einde op en over de Italiaan te kunnen gaan. Na een korte jubel bij de aankomst zonk Degenkolb even ineen, zo diep was hij gegaan. Op 25 augustus werd de Vattenfall Cyclassics verreden en in de massasprint te Hamburg klopte Degenkolb zijn landgenoot André Greipel en de Noor Alexander Kristoff. Na twee ritten te hebben gewonnen in de Eurometropool Tour en ook Parijs-Bourges op zijn palmares bijschreef, won Degenkolb zijn vierde wedstrijd in tien dagen tijd: op 13 oktober versloeg hij in de sprint van de najaarsklassieker Parijs-Tours de Deen Michael Mørkøv en de Fransman Arnaud Démare.

### 2014: vier overwinningen in de Vuelta
Halfweg februari won Degenkolb meteen drie ritten na elkaar in de Ronde van de Middellandse Zee en dit door in de massasprint respectievelijk Danilo Napolitano, Yannick Martinez en Thor Hushovd naar de tweede stek te verwijzen. Na twee tweede plaatsen won hij in de derde etappe van Parijs-Nice op het autosportcircuit van Magny-Cours de massaspurt voor Matthew Goss en José Joaquín Rojas. In Milaan-San Remo werd hij tot de favorieten gerekend, maar een lekke band net voor de beklimming van de Poggio gooide roet in het eten. Op zondag 30 maart wist Degenkolb zijn eerste voorjaarsklassieker te winnen: in de massasprint van de 76ste editie van Gent-Wevelgem, die voor het eerst de subtitel In Flanders Fields meekreeg, glipte hij uit het wiel van de winnaar van vorig jaar, Peter Sagan en hield Arnaud Démare nog net af. In Parijs-Roubaix mocht Degenkolb voor het eerst het podium op van een van de vijf monumenten en dit door op twintig seconden van winnaar Niki Terpstra de sprint van het achtervolgende groepje te winnen voor Fabian Cancellara en Sep Vanmarcke. In de daaropvolgende maanden moest Degenkolb zich tevreden stellen met zeven tweede plaatsen. In de Grote Prijs van Frankfurt was de Noor Alexander Kristoff sneller, in de Ronde van Californië werd hij in de eerste en de achtste etappe door Mark Cavendish geklopt, eind juni verlengde André Greipel zijn Duitse titel ten koste van Degenkolb, in de elfde etappe van de Ronde van Frankrijk eindigde hij vlak achter de ontsnapte Tony Gallopin en in de negentiende etappe was het de Litouwer Ramūnas Navardauskas die zeven seconden voor het peloton eindigde. Ook in de tweede etappe van de Ronde van Spanje was de tweede plaats zijn deel, Nacer Bouhanni won. Op 26 augustus vierde etappe won een "ontketende" Degenkolb in Córdoba de sprint van een uitgedund peloton voor Vicente Reynés en Michael Matthews. Een dag later mocht Degenkolb opnieuw juichen, door in Ronda de vijfde etappe tot de zijne te maken: in de spurt van een tot een zeventigtal renners gereduceerd peloton verwees hij Bouhanni en Moreno Hofland naar de dichtste ereplaatsen. In de achtste etappe werd hij vierde, maar de twaalfde rit van de Ronde van Spanje viel opnieuw ten prooi aan Degenkolb die in Logroño in een select groepje van een vijftiental renners Tom Boonen klopte en dit mede dankzij "een fraaie lead-out" van zijn ploegmakker Ramon Sinkeldam waardoor hij het totale aantal ritzeges (8 stuks) van zijn landgenoot Erik Zabel in de Vuelta evenaarde. Door ook de zeventiende etappe voor Matthews en Cancellara te winnen, zette Degenkolb zijn teller op vier zeges. In de negentiende etappe strandde hij op vijf seconden van Adam Hansen, maar had genoeg punten verzameld om twee dagen later voor het eerst de groene trui mee naar huis te nemen; Alejandro Valverde en winnaar van het eindklassement Alberto Contador eindigden respectievelijk tweede en derde.

### 2015: twee wielermonumenten
Begin februari boekte Degenkolb zijn eerste zege van het seizoen en dit door in de derde rit van de Ronde van Dubai in de laatste 150 meter van de steeds maar steiler oplopende slotkilometer (tot maximaal 17%) aan te vallen en specialisten als Alejandro Valverde en Juan José Lobato af te houden. Even voorbij de meet zeeg Degenkolb eventjes ineen op het asfalt.
Met de klassieker Milaan-San Remo won Degenkolb op zondag 22 maart zijn eerste monument ooit. De 26-jarige Degenkolb werd door zijn ploegmaats van Giant-Alpecin de hele wedstrijd uit de wind gehouden, maar moest het na de afdaling van de Poggio alleen zien te rooien. In een hectische finale wist hij zich in een groep van een dertigtal renners handig naar voren te manoeuvreren, haakte zich vervolgens vast aan het tiende wagonnetje van het Katjoesja-treintje en toen Alexander Kristoff, de winnaar van 2014, opnieuw uitstekend werd gepiloteerd door Luca Paolini, bevond Degenkolb zich twee fietslengtes achter hem in vierde positie, dook naar het midden van de weg en ging vol aan, om in de laatste meters Kristoff te kloppen en tevens Michael Matthews en Peter Sagan af te houden. Voor de ploeg onder Duitse licentie was het meteen het grootste succes, zoals Tom Dumoulin, die 25ste eindigde, aangaf: "Dit is een heel grote vis. De grootste vis in onze ploeghistorie." Een week later won in een door rukwinden geteisterde editie van Gent-Wevelgem de Italiaan Luca Paolini en eindigden er slechts 39 van de 200 deelnemers, ook titelverdediger Degenkolb gaf er vroegtijdig de bui aan.
Op 12 april won Degenkolb met Parijs-Roubaix zijn tweede monument en dit door 119 jaar na zijn landgenoot Josef Fischer, die in 1896 de allereerste editie op zijn naam had geschreven, als tweede Duitser ooit de koningin der klassiekers te veroveren. Op elf kilometer van het einde versnelde Degenkolb uit het peloton en reed - deels met behulp van zijn ploegmaat Bert De Backer als springplank - naar het even ervoor ontsnapte duo Greg Van Avermaet en Yves Lampaert, bij wie hij op zes kilometer van het einde aansloot. Wat verderop maakten nog vier renners de oversteek en zo draaide een zevental de velodroom van Roubaix op. Degenkolb bleef erg waakzaam en zette een halve ronde voor de meet met succes zijn eindspurt in. Na zijn overwinning zei Degenkolb: "Ik heb er altijd van gedroomd om Parijs-Roubaix te winnen en nu is het gelukt." Het was van Cyrille Van Hauwaert (in 1908) en de Ier Sean Kelly (in 1986) geleden dat er nog eens een renner in hetzelfde jaar Milaan-San Remo én Parijs-Roubaix wist te winnen. Daags nadien kopte de toonaangevende Franse sportkrant L'Équipe: "Degenkolb monumentallemand".
Op 13 mei won de Ier Sam Bennett de openingsrit van de Ronde van Beieren, Degenkolb werd derde. Ook de tweede rit werd een massasprint, ditmaal won Degenkolb en werd Nacer Bouhanni weer tweede. De derde rit was opnieuw voor Bennett, Degenkolb liet zich insluiten werd pas zevende. De Brit Alex Dowsett won een dag later de individuele tijdrit (Degenkolb eindigde 55ste) en zette zo de Ronde van Beieren naar zijn hand. De slotrit ging naar Degenkolb die in de massasprint te Nürnberg Rüdiger Selig en Bennett versloeg en zo de puntentrui mee naar huis nam.

### 2016: pech op winterstage
Op 19 januari werd Degenkolb, samen met zijn ploegmaten Ramon Sinkeldam, Max Walscheid, Warren Barguil, Chad Haga en Fredrik Ludvigsson aangereden tijdens de winterstage in Calpe, Spanje. Enkel Søren Kragh Andersen kwam er zonder kleerscheuren van af. Degenkolb verloor hier bijna zijn linkerwijsvinger. Verder kreeg hij ook nog hechtingen aan dijen, onderarm en lip. Hierdoor zag hij het volledige voorjaar aan zich voorbij gaan.

## Palmares

### Overwinningen
2008 - 1 zege
 Jongerenklassement Ronde van Haut-Anjou
2e etappe Ronde van Thüringen
2009
 Jongerenklassement Ronde van Saksen
2010 - 5 zeges
4e en 5e etappe Ronde van Bretagne
6e en 8e etappe An Post Rás
 Puntenklassement An Post Rás
3e etappe Ronde van de Elzas
 Puntenklassement Ronde van de Elzas
2011 - 6 zeges
2e etappe Ronde van de Algarve
2e etappe Driedaagse van West-Vlaanderen
Eschborn-Frankfurt
2e etappe Ronde van Beieren
2e en 4e etappe Critérium du Dauphiné
2012 - 12 zeges
1e en 2e etappe Vierdaagse van Duinkerke
  Jongeren -en puntenklassement Vierdaagse van Duinkerke
1e en 3e etappe Ronde van Picardië
  Eind -en puntenklassement Ronde van Picardië
7e etappe Ronde van Polen
2e, 5e, 7e, 10e en 21e etappe Ronde van Spanje
GP van Isbergues
2013 - 6 zeges
5e etappe Ronde van Italië
Vattenfall Cyclassics
2e en 4e etappe Eurométropole Tour
Parijs-Bourges
Parijs-Tours
2014 - 10 zeges
 Puntenklassement Ster van Bessèges
1e, 2e, 3e etappe Ronde van de Middellandse Zee
 Puntenklassement Ronde van de Middellandse Zee
3e etappe Parijs-Nice
 Puntenklassement Parijs-Nice
Gent-Wevelgem
4e, 5e, 12e en 17e etappe Ronde van Spanje
 Puntenklassement Ronde van Spanje
Parijs-Bourges
2015 - 6 zeges
3e etappe Ronde van Dubai
Milaan-San Remo
Parijs-Roubaix
2e en 5e etappe Ronde van Beieren
 Puntenklassement Ronde van Beieren
21e etappe Ronde van Spanje
2016 - 2 zeges
4e etappe Arctic Race of Norway
 Puntenklassement Arctic Race of Norway
Ronde van het Münsterland
2017 - 1 zege
3e etappe Ronde van Dubai
2018 - 3 zeges
Trofeo Felantix-Ses Salines-Campos
Trofeo Playa de Palma-Palma
9e etappe Ronde van Frankrijk
2019 - 1 zege
4e etappe Ronde van de Provence
2020 - 1 zege
3e etappe Ronde van Luxemburg

### Resultaten in voornaamste wedstrijden
| Jaar | Ronde van Italië | Ronde van Frankrijk | Ronde van Spanje |
| ---- | ---------------- | ------------------- | ---------------- |
| 2011 |                  |                     | 144e             |
| 2012 |                  |                     | 131e (5)         |
| 2013 | opgave (1)       | 121e                |                  |
| 2014 |                  | 123e                | 116e (4)         |
| 2015 |                  | 109e                | 90e (1)          |
| 2016 |                  | 148e                |                  |
| 2017 |                  | 121e                | opgave           |
| 2018 |                  | 111e (1)            |                  |
| 2019 |                  |                     | 124e             |
| 2020 |                  | buiten tijd         |                  |
| 2021 |                  |                     |                  |
| 2022 |                  | 105e                | 124e             |
| 2023 |                  | 145e                |                  |
| 2024 |                  | 122e                |                  |
| 2025 |                  |                     |                  |

| Jaar | Milaan-San Remo | Gent-Wevelgem | Ronde van Vlaanderen | Parijs-Roubaix | Amstel Gold Race | Parijs-Tours | Cyclassics Hamburg | Eschborn-Frankfurt |  | WK op de weg |  | Wereldranglijsten |
| ---- | --------------- | ------------- | -------------------- | -------------- | ---------------- | ------------ | ------------------ | ------------------ |  | ------------ |  | ----------------- |
| 2011 |                 |               | 94e                  | 19e            | 137e             | 11e          |                    | Goud               |  | 111e         |  | 116e (UWT)        |
| 2012 | 5e              | 57e           | 59e                  | 63e            |                  | 4e           |                    | 7e                 |  | 4e           |  |                   |
| 2013 | 18e             | 65e           | 9e                   | 28e            |                  | ↑            | ↑                  | 4e                 |  | 42e          |  | 41e (UWT)         |
| 2014 | 39e             | ↑             | 15e                  | ↑              |                  | 43e          |                    | ↑                  |  | 9e           |  | 13e (UWT)         |
| 2015 | ↑               | opgave        | 7e                   | ↑              |                  |              |                    |                    |  | 29e          |  | 12e (UWT)         |
| 2016 |                 |               |                      |                |                  |              | Zilver             |                    |  | opgave       |  | 54e (UWT)         |
| 2017 | 7e              | 5e            | 7e                   | 10e            |                  |              |                    | ↑                  |  |              |  | 36e (UWT)         |
| 2018 |                 | 48e           | 32e                  | 14e            |                  |              | 4e                 |                    |  |              |  | 69e (UWT)         |
| 2019 | 84e             | ↑             | 29e                  | 28e            |                  |              |                    | ↑                  |  | 15e          |  | 82e (UWR)         |
| 2020 |                 | 6e            | 9e                   |                |                  |              |                    |                    |  | opgave       |  |                   |
| 2021 | 32e             | 27e           | 30e                  | 53e            |                  |              |                    | ↑                  |  | opgave       |  |                   |
| 2022 |                 | 27e           | 18e                  | 18e            | opgave           | 28e          |                    | 22e                |  |              |  |                   |
| 2023 | 39e             | 12e           | 19e                  | 7e             |                  | 11e          |                    |                    |  | 16e          |  |                   |
| 2024 |                 | 97e           | 37e                  | 11e            |                  |              |                    | 76e                |  |              |  |                   |
| 2025 | 64e             | 11e           | opgave               |                |                  |              |                    |                    |  |              |  |                   |

## Ploegen
- 2008 –  Thüringer Energie Team
- 2009 –  Thüringer Energie Team
- 2010 –  Thüringer Energie Team
- 2011 –  HTC-Highroad
- 2012 –  Team Argos-Shimano[24]
- 2013 –  Team Argos-Shimano
- 2014 –  Team Giant-Shimano
- 2015 –  Team Giant-Alpecin
- 2016 –  Team Giant-Alpecin
- 2017 –  Trek-Segafredo
- 2018 –  Trek-Segafredo
- 2019 –  Trek-Segafredo
- 2020 –  Lotto Soudal
- 2021 –  Lotto Soudal
- 2022 –  Team DSM
- 2023 –  Team DSM
- 2024 –  Team dsm-firmenich PostNL
- 2025 –  Team dsm-firmenich PostNL

Albasini ·
Bak ·
Brammeier ·
Cavendish  ·
Degenkolb ·
Eisel ·
Fairly ·
Ghyselinck ·
Goss ·
Grabsch ·
Gretsch ·
Howard ·
Lewis ·
Martin   ·
Pate ·
Pinotti ·
Raboň ·
Rasmussen (tot 15/09) ·
Renshaw ·
Roulston ·
Siwtsow ·
Smukulis ·
van Garderen ·
M. Velits ·
P. Velits ·
Dempster (stagiair) ·
Norris (stagiair)
Bonnin ·
Curvers ·
Damuseau ·
De Backer ·
Degenkolb ·
Doi ·
Dumoulin ·
Feng ·
Fröhlinger ·
Geniez ·
Geschke ·
Gretsch ·
Huguet ·
Hupond ·
Ji · 
Kittel ·
Klemme ·
Kluge ·
de Kort ·
Ludvigsson ·
Sinkeldam ·
Sprick ·
Stamsnijder ·
Timmer · 

Veelers · 
van Zandbeek ·
Ahlstrand (stagiair) ·
Barguil (stagiair) · 
Boswell (stagiair) 
Ahlstrand ·
Arndt ·
Barguil · 
Clarke ·
Curvers ·
Damuseau ·
De Backer ·
Degenkolb ·
Dumoulin ·
Fröhlinger ·
Geschke ·
Gretsch ·
Huguet ·
Hupond ·
Janse van Rensburg · 
Ji · 
Kittel ·
de Kort ·
Ludvigsson ·
Mezgec ·
Parisien ·
Peterson ·
Preidler ·
Sinkeldam ·
Sprick ·
Stamsnijder ·
Timmer · 
Veelers · 
Xing ·
Holler (stagiair) · 
Jauregui (stagiair) · 
Olsson (stagiair)
Ahlstrand · Arndt · Barguil · Bulgaç · Craddock · Curvers · Damuseau · De Backer · De Kort · Degenkolb · Devenyns · Dumoulin · Fröhlinger · Geschke · Haga · Hupond · Janse van Rensburg · Ji · Kittel · Loh · T. Ludvigsson · Mezgec · Olivier · Peterson · Preidler · Sinkeldam · Sprick · Stamsnijder · Timmer · Veelers · Lammertink (stagiair) · F. Ludvigsson (stagiair) 
Arndt · Barguil · Craddock · Curvers · De Backer · De Kort · Degenkolb · Dumoulin · Fairly · Fröhlinger · Geschke · Haga · Hupond · Ji · Jones · Kittel · F. Ludvigsson · T. Ludvigsson · Mezgec · Olivier · Preidler · Sinkeldam · Stamsnijder · Timmer · Van der Haar · Veelers · Waeytens · Walscheid (stagiair)
Andersen · Arndt · Barguil · Curvers · Ten Dam · De Backer · Degenkolb · Dumoulin · Fairly · Fröhlinger · Geschke · Van der Haar · Haga · Ji · Jones · De Kort · F. Ludvigsson · T. Ludvigsson · Lunke · Oomen · Preidler · Sinkeldam · Stamsnijder · Timmer · Veelers · Waeytens · Walscheid · Hoekstra (stagiair) · Kanter (stagiair) · Tusveld (stagiair)
Alafaci · Beppu · Bernard · Brändle · Cardoso · Coledan · Contador · Daniel · Degenkolb · Didier · Felline · Gogl · Guerreiro · Hernández · Irizar · de Kort · Mollema · Nizzolo · Pantano · Pedersen · van Poppel · Rast · Reijnen · Stetina · Stuyven · Theuns · Zubeldia · Conci (stagiair) · Moschetti (stagiair) · Toovey (stagiair)
Alafaci · Beppu · Bernard · Brambilla · Brändle · Conci · Daniel · Degenkolb · Didier · Eg · Felline · Frame · Gogl · Grmay · Guerreiro · Irizar · de Kort · Mollema · Mullen · Nizzolo · Pantano · Pedersen · van Poppel · Rast · Reijnen · Skujiņš · Stetina · Stuyven
Beppu · Bernard · Brambilla · Ciccone · Clarke · Conci · Degenkolb · Eg · Felline · Frame · Gogl · Irizar (actief t/m 3 augustus) · Kirsch · de Kort · Mollema · Mosca (vanaf 1 augustus) · Moschetti · Mullen · Pantano · Pedersen  · Porte · Reijnen · Skujiņš · Stetina · Stuyven · Theuns · Debeaumarché (stagiair) · López (stagiair) · Quarterman (stagiair)
Armée · Cras · De Buyst · De Gendt · Degenkolb · Dewulf · Dibben · Ewan · Frison · Gilbert · Goossens · Hagen · Hansen · Holmes · Iversen · Kluge · Maes · Marczyński · Mertz · Oldani · Thijssen · Van der Sande · Van Goethem · Van Moer · Vanhoucke · Vermeersch (vanaf 1 juni) · Wallays · Wellens
Conca · Cras · De Buyst · De Gendt · Degenkolb · Ewan · Frison · Gilbert · Goossens · Grignard · Holmes · Kluge · Kron · Małecki · Marczyński · Moniquet · Oldani · Sweeny · Thijssen · Van der Sande · Van Gils · Van Moer · Vanhoucke · Vermeersch · Verschaeve · Vervloesem · Wellens
Arensman · Arndt · Bardet · Bittner (vanaf 1/8) · Bol · Brenner · Combaud · Dainese · Degenkolb · Denz · Donovan · Eekhoff · Hamilton · Heinschke · Hvideberg · A. Kragh Andersen · S. Kragh Andersen · Leknessund · Markl · Mayrhofer · Naberman · Nieuwenhuis · Pedersen · Rodenberg · Stork · Tusveld · van Uden (vanaf 1/8) · Vandenabeele · Vermaerke · Welsford
Andresen · Bardet · Bevin · Bittner · Brenner · Combaud · Dainese · Degenkolb · Dinham · Edmondson · Eekhoff · Hamilton · Heinschke · Hvideberg · Leknessund · Markl · Mayrhofer · Milesi · Naberman · Onley · Poole · Rodenberg · Stork · Tusveld · van Uden · Vandenabeele · Vanhoucke (tot 14/8) · Vermaerke · Welsford
Andresen · Bardet · Barguil · Van den Berg · Bevin · Bittner · Van den Broek · Combaud · Degenkolb · Dinham · Eddy · Edmondson · Eekhoff · Hamilton · Jakobsen · Leemreize · Leijnse · Liepiņš · Märkl · Naberman · Onley · Poole · Roosen · Tusveld · van Uden · Vermaerke · Welten · Koerdt (stagiair)
- Gemeinsame Normdatei: 1247512428
- Virtual International Authority File: 1356163997942802140001
- WorldCat: E39PCjxvCcvFyBg6DjKYDGTXQy